# Nenu
Nenu est un village d'Estonie situé dans la commune de Pöide du comté de Saare.